# Wolhang-myeon
Wolhang-myeon (koreanska: 월항면) är en socken  i kommunen Seongju-gun i provinsen Norra Gyeongsang, i den centrala delen av Sydkorea, 210 km sydost om huvudstaden Seoul.